# جابان أبو ميمون
الصحابي جابان أبو ميمون الكردي، من الأكراد، ولا يُعرَف في الصحابة أحد من الأكراد إلا أبا ميمون جابان الكردي، ولد في مديات، شمال كردستان عاصر زمن النبي، سمع النبي وروى عنه عدة أحاديث، وروى عنه ابنه ميمون، ومن الأحاديث التي رواها عن النبي ما رواه ابنه عنه أنه قال: «سمعت النبيّ ﷺ غير مرة حتى بلغ عشرًا يقول: مَنْ تَزَوَّجَ امْرَأَةً وَهُوَ يَنْوِي أَلَّا يُعْطِيهَا الصَّدَاقَ لَقِيَ اللهَ وَهُوَ زَانٍ»، وروى أيضًا: «أَنه سمع النبيّ ﷺ يقول: "أَيُّمَا رَجُلٍ تَزَوَّجَ امْرَأَةً يَوْمَ تَزَوَّجَهَا، وَهُوَ لاَ يُرِيْدُ أَنْ يُعْطِيهَا مَهْرَهَا، لَقِيَ اللَّهَ يَوْمَ القِيَامَةِ وَهُوَ زَانٍ. وَأَيُّمَا رَجُلٍ اسْتَدَانَ دَيْنًا، وَهُوَ لاَ يُرِيدُ أَدَاءَهُ، فَمَاتَ وَلَمْ يُؤَدِّهِ، لَقِيَ اللَّهَ يَوْمَ القِيَامَةِ سَارِقًا."»